# Weikendorfer Remise

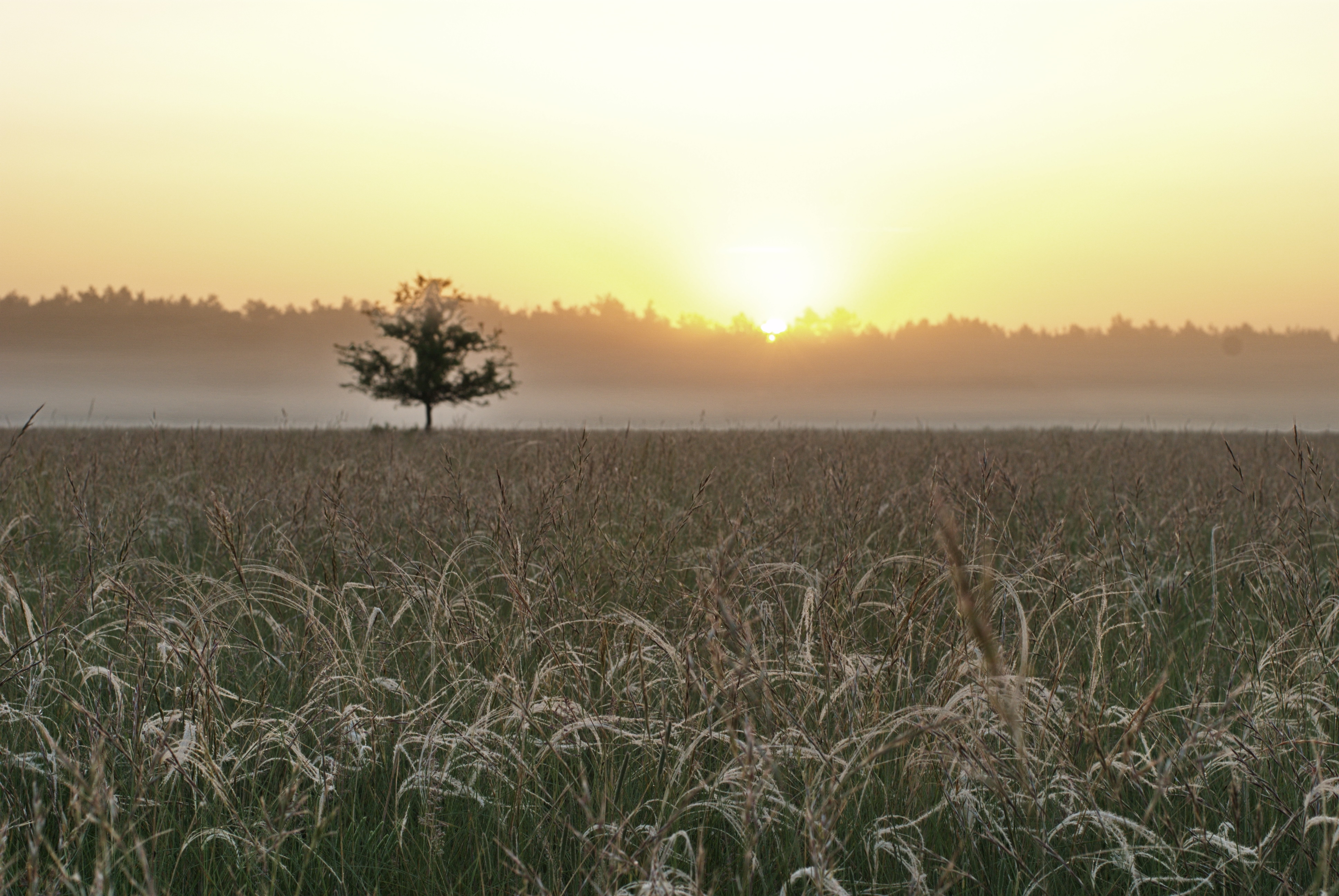
Steppenvegetation in der Weikendorfer Remise

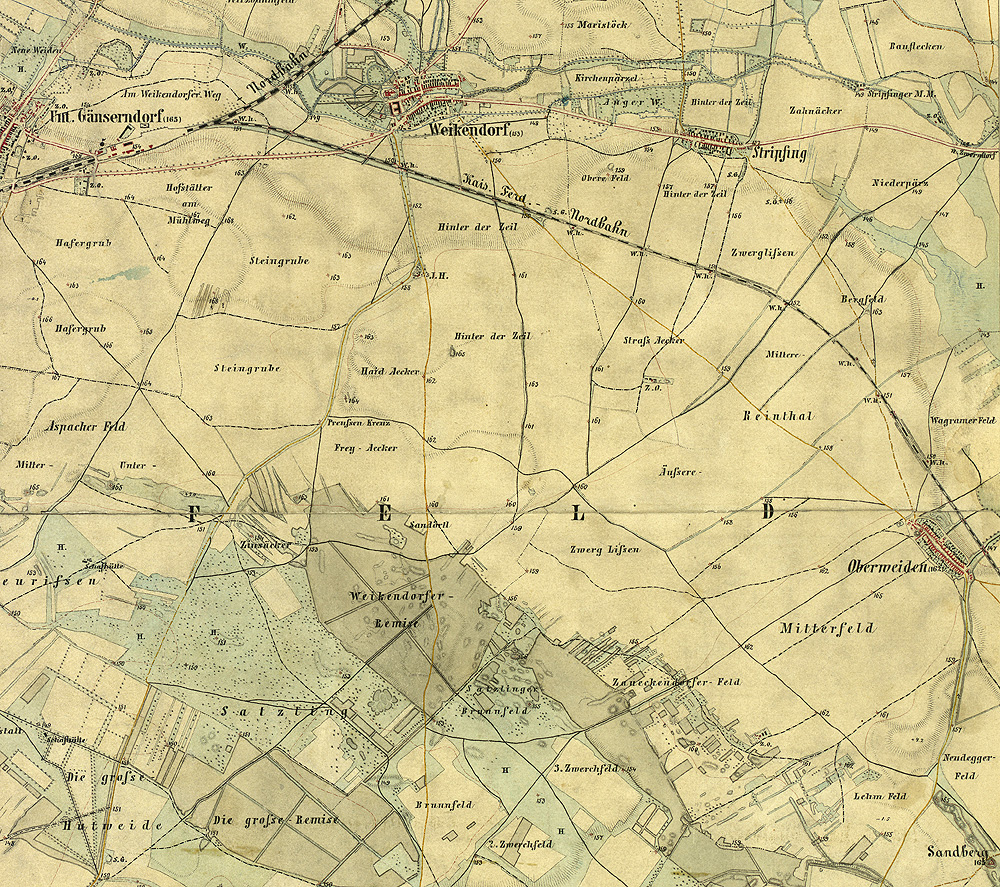
Die Weikendorfer Remise 1873 (Ausschnitt aus der Franzisco-Josephinischen Landesaufnahme)

Die Weikendorfer Remise ist das älteste Naturschutzgebiet in Österreich. Das unter Schutz gestellte Gebiet befindet sich im Marchfeld südlich von Gänserndorf. Umgangssprachlich wird sie auch als Siebenbrunner Heide bezeichnet. Die Unterschutzstellung als „Banngebiet“ erfolgte durch Landtagsbeschluss in der Verordnung vom 8. Juni 1927. Heute ist das gesamte Gebiet Bestandteil der Europaschutzgebiete Pannonische Sanddünen und Sandboden und Praterterrasse.
Das einzigartige dieses Naturschutzgebietes sind die Binnendünen.

## Entstehung
Diese Steppenlandschaft entstand auf der nur mehrere Zentimeter dicken Flugsandschicht. Durch Beweidung mit Schafen und Ziegen im 16. und 17. Jahrhundert wurde die Sandoberfläche mobilisiert und es entstanden Dünen. Mitte des 18. Jahrhunderts wurden erste Aufforstungen mit Weiden durchgeführt (siehe Remise), diese konnten die Wanderungen aber nicht komplett unterbinden. Im 20. Jahrhundert wurden die Dünen stabilisiert, wobei aber örtliche Lebensbereiche und Verhältnisse verloren gingen. In den 1970er Jahren wurde innerhalb des Naturschutzgebietes verordnungswidrig eine Aufforstung durchgeführt.

## Flora
Im Trockenrasengebiet findet man auch eine seltene Flora. So findet man die gelbe Sand-Strohblume und das Flaum-Steinröslein, die hier eines seiner letzten österreichischen Tieflagenvorkommen aufweist. Weiters werden in der Verordnung von 1927 das Echte Federgras (damals auch Frauenhaar genannt) und früher gepflanzter Gemeiner Wacholder erwähnt.

## Umfang
Das Naturschutzgebiet liegt komplett in der Gemeinde Weikendorf und umfasst die Grundstücke mit der Nr. 1210/1, 1210/2, 1216/1–3 und 1217/1–3.

## Sonstiges
Am Gebiet befindet sich eine Bodenfeuchte-Messstelle des Bundesamtes für Wasserwirtschaft.